# Wolfsburg Hauptbahnhof
Wolfsburg Hauptbahnhof – stacja kolejowa w Wolfsburgu, w kraju związkowym Dolna Saksonia, w Niemczech. Znajdują się tu 3 perony.
| Wolfsburg Hauptbahnhof |  |              |
| Linia Berlin – Lehrte  |  |              |
| Oebisfelde             |  | Fallersleben |